# Estado de Muskogee

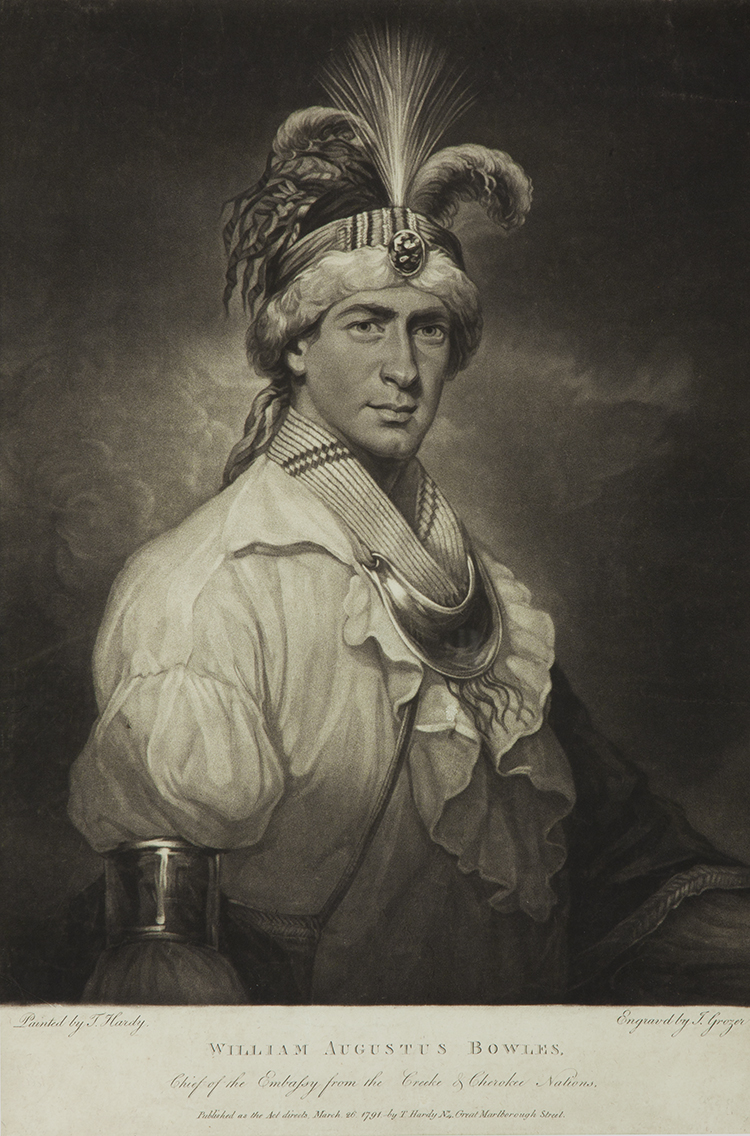
William Augustus Bowles (1763-1805) también era conocido como Estajoca, su nombre muscogee.

El Estado de Muskogee fue un estado satélite de Reino Unido que surgió de la revuelta promovida en 1799 por William Augustus Bowles en Miccosukee en Florida española, actual condado de León, en Florida en EE. UU.
Apoyado por el gobernador de Bahamas inglesa John Murray, Bowles se infiltró entre los seminolas Mikasuki y Muscogee para promover, sin éxito, una revuelta que permitiera obtener el control de la Florida Occidental, perdida por Gran Bretaña ante España en la guerra de Independencia de los EE. UU.

## Antecedentes: William Bowles
William Bowles procedía de una familia inglesa de la provincia de Maryland. Emprendió la carrera militar a los catorce años, estando destinado a Pensacola (bajo control inglés desde 1763) durante la guerra de Independencia de los EE. UU. en el bando lealista. Fue mandado a captar aliados entre los indígenas muscogee de Tallapoosa y Appalachicola. Pese a la oposición del cacique Upper Creek Alexander McGillivray, envió a guerreros Lower Creek a luchar contra los españoles en la Batalla de Village y la Batalla de Pensacola en 1781. Tras la victoria española de Bernardo de Gálvez en la campaña de la Costa del Golfo se refugió en Bahamas inglesas.
En Bahamas fue contratado como filibustero por el gobernador de John Murray para el ataque a Panton, Leslie & Co. empresa británica con monopolio sobre el comercio en Florida española. Tras fracasar en el intento de atacar sus instalaciones en St. Johns huyó a Nueva Escocia pero también estuvo en Bahamas, Inglaterra y las aldeas a lo largo de la cuenca baja del río Chattahoochee, intentando agitar la revuelta contra los españoles. Sirviéndose de los Muscogee, atacó y saqueó el 16 de enero de 1792 el establecimiento de Panton, Leslie & Co. de San Marcos de Apalache. Fue apresado por los soldados españoles del presidio.

## Nación Muskogee (1799-1802)
Bowles se ganó el apoyo de los seminolas negros, los seminolas y los bajos Chattahoochee Creek, a quienes armó bajo el acuerdo de su apoyo en nuevo ataque a Panton, Leslie & Co en San Marcos de Apalache. Se hizo con una armada de tres barcos capturados a españoles. Con los apoyos iniciales de Inglaterra y Bahamas, el 6 de octubre de 1799 Bowles ocupó San Marcos de Apalache y publicó en la Nassau Gazette su propio nombramiento como Director General y Comandante en Jefe de la Nación Muskogee en la bahía de Apalachicola, en territorio español de la Florida Occidental. Sin haber obtenido el control del territorio más allá de la región de sus aliados Muskogee, sus primeras declaraciones recogían la ilegalidad del tratado de San Ildefonso de 1796 por el que España había cedido a EE. UU. los territorios al norte del paralelo 31 de Florida Occidental.  
Bowles, amenazó con declarar la guerra a EE. UU., y a Alexander McGillivray y al agente indio Benjamin Hawkins con la pena de muerte. También se mostró favorable a la acogida de los esclavos fugitivos procedentes de Georgia, obteniendo la enemistad de los terratenientes de Georgia. Su gobierno lo constituían otros filibusteros ingleses de Bahamas. 
Sus progresos se vieron frustrados por la presión del ejército español, viéndose obligado a retroceder a la ciudad india de Miccosukee o Mikasuki (condado de León) en el lago Miccosukee, al noreste de la actual Tallahassee, gobernada por el cacique Mico Kinache, su suegro y aliado más poderoso.  
En enero de 1802 intentó un nuevo sitio a San Marcos con un ejército de seminolas (Miccosukees), seminolas negros, esclavos fugitivos, filibusteros y desertores españoles de Pensacola. El sitio fracasó ante la defensa de la población por la Armada española. 
Debido a los reiterados ataques a Panton, Leslie & Co y a la firma del tratado de Amiens del 25 de marzo de 1802 Reino Unido cesó su respaldo al Estado Muskogee de Bowles. En agosto de 1802 el cacique seminola Kinache llegó también a un acuerdo amistoso con el gobernador Vicente Folch y Juan. En 1803 tanto EE. UU. como España perseguían la expulsión de Bowles, que carecía ya de cualquier apoyo de Reino Unido. 
En 1803, Estados Unidos y España deseaban expulsar a Bowles. Fue apresado por orden de Benjamin Hawkins en Tuckabatchee (actual Alabama) y puesto a disposición del gobernador Vicente Folch y Juan. Bowles murió preso en el castillo del Morro (La Habana, Cuba).
El modus operandi del Estado Muskogee fue seguido por EE. UU. en 1810 con la República de Florida Occidental. En 1818, la ciudad de Miccosuke fue destruida por durante la invasión de EE. UU. de Florida Española durante la  primera Guerra Seminola por el ejército del general Andrew Jackson.